# آشکارکننده روت‌کیت
آشکارکننده روت‌کیت (به انگلیسی: RootkitRevealer) یک نرم‌افزار رایگان برای شناسایی روت‌کیت‌ها در سیستم‌عامل ویندوز است و توسط مارک روسنویچ در شرکت سیس‌اینترنالز از شرکت‌های وابسته به مایکروسافت ارائه شده‌است. این نرم‌افزار بر روی ویندوزهای نسخه ان‌تی فور و جدیدتر اجرا می‌شود و پس از اسکن کردن سیستم یک فهرست از فایل‌های محضرخانه ویندوز و سیستمی را نشان می‌دهد که احتمالاً بر اثر روت‌کیت‌های کاربر حالت و کرنل حالت ایجاد شده‌اند. نرم‌افزار آشکارکننده روت‌کیت فقط بر روی ویندوزهای ایکس‌پی و سرور ۲۰۰۳ اجرا می‌شود و اولین نرم‌افزاری بود که قفل نرم‌افزاری سونی (XCP) را به عنوان روت‌کیت شناسایی کرد. 